# Cahal des Rioults
Cahal des Rioults, född 14 juni 2012 i Frankrike, är en fransk varmblodig travhäst. Han tränades av Philippe Allaire och kördes av Jean-Philippe Monclin eller Joseph Verbeeck.
Cahal des Rioults tävlade åren 2014–2017 och sprang in 388 480 euro på 34 starter varav 5 segrar, 6 andraplatser och 4 tredjeplatser. Han tog karriärens största segrar i Prix Maurice de Gheest (2015) och Prix de Tonnac-Villeneuve (2016).
Han kom även på andraplats i Prix Paul-Viel (2015), Prix Victor Régis (2015), Prix Jacques de Vaulogé (2015), Prix de Milan (2016) och Prix Jules Thibault (2016) samt på tredjeplats i Prix Piérre Plazen (2015), Prix Abel Bassigny (2015) och Critérium des 4 ans (2016).

## Statistik
| Statistik för Cahal des Rioults (Ref.) | Statistik för Cahal des Rioults (Ref.) | Statistik för Cahal des Rioults (Ref.) | Statistik för Cahal des Rioults (Ref.) | Statistik för Cahal des Rioults (Ref.) | Statistik för Cahal des Rioults (Ref.) |
| -------------------------------------- | -------------------------------------- | -------------------------------------- | -------------------------------------- | -------------------------------------- | -------------------------------------- |
| Starter                                | Placeringar                            | Startprissumma                         | Segerprocent                           | Platsprocent                           | Rekord                                 |
| 34                                     | 5-6-4                                  | 388 480 euro                           | 15 %                                   | 44 %                                   | 1.10,9ak,                              |

### Större segrar
| År   | Lopp                      | Kusk                  | Vinstbelopp | Grupp   |
| ---- | ------------------------- | --------------------- | ----------- | ------- |
| 2015 | Prix Maurice de Gheest    | Joseph Verbeeck       | 54 000 EUR  | Grupp 2 |
| 2016 | Prix de Tonnac-Villeneuve | Jean-Philippe Monclin | 54 000 EUR  | Grupp 2 |